# Panyassis
Panyassis (griechisch Πανύασσις Panýassis, auch Πανύασις Panýasis; * etwa 505/500 v. Chr. in Halikarnassos; † etwa 455/450 ebenda) war ein antiker griechischer Ependichter.

## Leben
Panyassis war ein Verwandter, wohl Cousin, des Historikers Herodot und gehörte zur Aristokratie von Halikarnassos. Nachdem dort um 460 v. Chr. der Tyrann Lygdamis die Herrschaft übernommen hatte, mussten Panyassis und Herodot nach Samos emigrieren. Einige Jahre später kehrte Panyassis in seine Heimatstadt zurück und wurde von Lygdamis hingerichtet.

## Werke
Von Panyassis sind zwei Werke bekannt, die bis auf wenige Fragmente nicht überliefert sind. Die Ionika (Ἰωνικά, „Ionische Geschichten“) umfassten laut der Suda 7000 Verse in Distichen. Das Werk schilderte die Geschichte Ioniens von der mythischen Zeit bis zur Gründung der ionischen Kolonien. Die Herakleia (Ἡράκλεια, mitunter Ἡρακλειάς oder Ἡρακληΐς) über den Halbgott Herakles bestanden aus 9000 Hexametern, die in 14 Bücher aufgeteilt waren. Die erhaltenen Fragmente (etwa 60 Verse) zeigen, dass Panyassis außer den zwölf kanonischen Taten des Helden auch weitere schilderte, und bieten einen Einblick in die damalige griechische Mythologie.

## Nachleben
Während die Ionika durch spätere Prosawerke, z. B. das Herodots, überholt wurden, waren die Herakleia noch in hellenistischer Zeit eine oft benutzte Quelle für mythologische Darstellungen.
Im 2. oder 1. Jahrhundert v. Chr. erhielten Panyassis und Herodot in Halikarnassos als die bekanntesten Söhne der Stadt ein Ehrenmonument.